# Karenski jezici
Karenski jezici (privatni kod: tbur) skupina tibetsko-burmanskih jezika iz Burme i Tajlanda. Obuhvaća (20) jezika unutar podskupina Pa’o (1), Pwo (4) Sgaw-Bghai (14) i neklasificirani zayein.
a. Pa'o (1) Burma: pa'o karen.
b. Pwo (4) Burma, Tajland (4):  istočnokarenski, zapadnokarenski, sjevernokarenski, phrae pwo karenski.
c. Sgaw-Bghai (14):
a. Bghai (5) Burma: bwe karen, geba karen, geko, lahta karen, kayan.
b. Brek (1) Burma: brek karen.
c. Kayah (5): yinbaw karen, yintale karen, manumanaw karen, istočni kayah i zapadni kayah.
d. Sgaw (3) Burma: paku karen, s’gaw karen, wewaw.
d. Neklasificirani (1) Burma: zayein karen.

## Vanjske poveznice
- Ethnologue (14th)
- Ethnologue (15th)